# Eduardo Jorge Dolón Sánchez
Eduardo Dolón Sánchez (Torrevella, 1975) és un polític valencià, alcalde de la ciutat de Torrevella (Baix Segura) de 2011 a 2015, i de nou des de 2019. És també vicepresident de la Diputació d'Alacant des de 2015 i diputat a les Corts Valencianes en l'XI legislatura.

## Biografia
Diplomat en Ciències Empresarials per la Universitat d'Alacant, Dolón milita al Partit Popular (PP) des dels 19 anys. L'any 1999 fou assessor municipal del PP a l'ajuntament de Torrevella i el 2003 fou triat per primera vegada regidor encarregant-se de les àrees de cultura publicacions al govern de l'alcalde Hernández Mateo. A les següents eleccions de 2007 el PP revalidà la majoria absoluta i l'alcalde confià en Dolón com a Tinent d'Alcalde i regidor de cultura, festes i publicacions.
Eduardo Dolón fou proclamat successor d'Hernández Mateo i candidat a l'alcaldia a les eleccions municipals de 2011, que també guanyà per majoria absoluta. El 2015 va perdre la majoria i el succeí al front de l'Ajuntament José Manuel Dolón dels Verds. És vicepresident primer de la Diputació d'Alacant des del 2015 a 2019 amb César Sánchez al capdavant de la corporació provincial.
A les eleccions municipals de 2019 recupera l'alcaldia amb majoria absoluta i renova l'acta de diputat províncial ara a l'equip de govern presidit per Carlos Mazón. A les eleccions de 2023 va augmentar la majoria absoluta i a més a més fou triat diputat a les Corts Valencianes.